# Sindrome cerebrale organica
La sindrome cerebrale organica   in campo medico la ritroviamo sia in neurologia sia in psichiatria. Rientra nella categoria delle sindromi.

## La sindrome in neurologia
È una degenerazione cerebrale, ricorda molto l'atrofia corticale, solo che i tratti mielinici sono semplificati.
Tale processo normalmente risulta irreversibile, risulta sovente correlato all'età della persona e spesso si ritrova l'aterosclerosi.

## La sindrome in psichiatria
È un'alterazione dello stato mentale, dell'umore o del comportamento attribuita ad una qualsivoglia malattia organica, come ad esempio l'epatopatia alcolica, insufficienza renale e altre.